# Titanosticta macrogaster
Titanosticta macrogaster – gatunek ważki z rodziny Isostictidae; jedyny przedstawiciel rodzaju Titanosticta. Znany wyłącznie z dwóch stanowisk na Nowej Brytanii w Archipelagu Bismarcka; prawdopodobnie jest endemitem tej wyspy.